# Président du Congrès continental

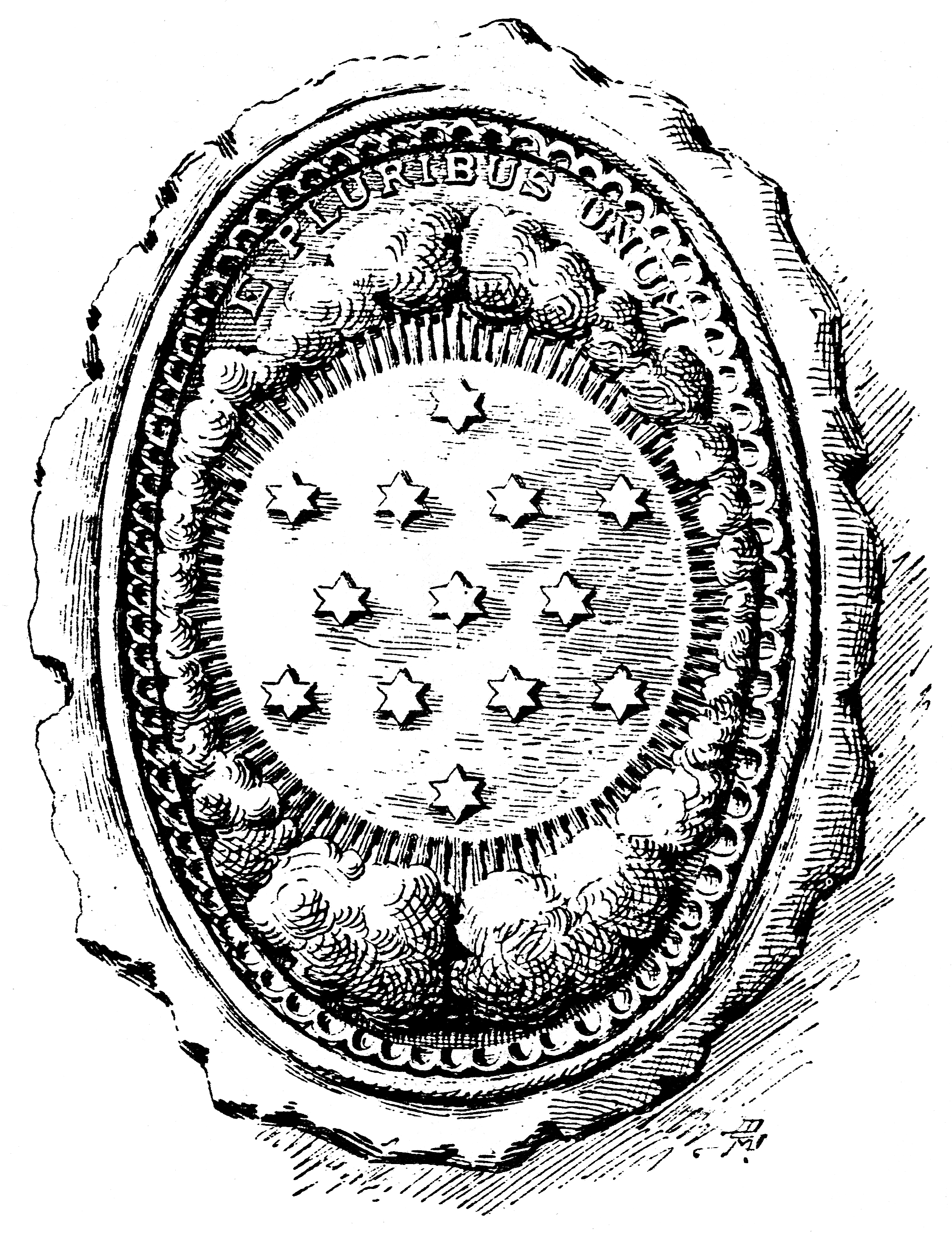
Dessin d'un sceau utilisé par Thomas Mifflin en tant que président du Congrès continental en 1783, dérivé du Grand Sceau des États-Unis.

Le président du Congrès continental était l'officier présidant le Congrès continental, la convention des délégués qui tient lieu de premier gouvernement national des États-Unis durant la révolution américaine. Le président était un délégué élu par les autres délégués pour présider les réunions du Congrès. Il n'était pas l'équivalent d'un chef d'État moderne et avait moins de pouvoirs que les gouverneurs des colonies ou des États. Le premier président du Congrès fut Peyton Randolph, qui est élu le 5 septembre 1774. Le mandat du dernier président, Cyrus Griffin, s'acheva le 2 novembre 1788.

## Titre et rôle
L'officier présidant le Congrès continental était habituellement appelé « président du Congrès » (President of the Congress ou President of Congress). Après l'adoption des articles de la Confédération le 1er mars 1781, le Congrès continental, précédemment appelé « Congrès », devient officiellement les « États-Unis à l'Assemblée du Congrès ». Le président est dès lors parfois mentionné comme « président des États-Unis à l'Assemblée du Congrès », bien que « président du Congrès » ait continué à être employé dans la plupart des documents officiels.
Les fonctions du président du Congrès ne ressemblaient guère à celles, postérieures, du président des États-Unis, au-delà de la similitude du nom. Comme l'historien Edmund Burnett a écrit :

« Le président des États-Unis n'est que quelque peu le successeur du président du vieux Congrès. Les présidents du Congrès présidaient presque seulement les officiers, possédant parfois peu de fonctions administratives ; tandis que le président des États-Unis est un chef exécutif. On ne peut défendre une ressemblance dans la présidence sociale et diplomatique, car les deux fonctions ne sont identiques que dans la possession du même titre »

## Liste des présidents
Présidents du Premier Congrès continental
- Peyton Randolph (5 septembre 1774 – 21 octobre 1774)
- Henry Middleton (22 octobre 1774 – 26 octobre 1774).

Présidents du Second Congrès continental
- Peyton Randolph (10 mai 1775 – 23 mai 1775)
- John Hancock (24 mai 1775 – 31 octobre 1777)
- Henry Laurens (1er novembre 1777 – 9 décembre 1778)
- John Jay (10 décembre 1778 – 27 septembre 1779)
- Samuel Huntington (28 septembre 1779 – 1er mars 1781).

Après la ratification des articles de la Confédération le 1er mars 1781, aucune élection n'a été tenue ou même envisagée pour un nouveau président. Samuel Huntington a donc continué son mandat jusqu'à ce qu'il soit libéré en raison de sa mauvaise santé le 6 juillet 1781.
Présidents du Congrès de la Confédération
- Samuel Huntington (1er mars 1781 – 9 juillet 1781)
- Thomas McKean (10 juillet 1781 – 4 novembre 1781)
- John Hanson (5 novembre 1781 – 3 novembre 1782)
- Elias Boudinot (4 novembre 1782 – 2 novembre 1783)
- Thomas Mifflin (3 novembre 1783 – 31 octobre 1784)
- Richard Henry Lee (30 novembre 1784 – 6 novembre 1785)
- John Hancock (23 novembre 1785 – 5 juin 1786) En raison de l'état de santé d'Hancock, les deux présidents suivants ont agi comme tels durant son mandat :
  - David Ramsay (23 novembre 1785 – 12 mai 1786)
  - Nathaniel Gorham (15 mai 1786 – 5 juin 1786)
- Nathaniel Gorham (6 juin 1786 – 5 novembre 1786)
- Arthur St. Clair (2 février 1787 – 4 novembre 1787)
- Cyrus Griffin (22 janvier 1788 – 2 novembre 1788).

## Source
- (en) Cet article est partiellement ou en totalité issu de l’article de Wikipédia en anglais intitulé « President of the Continental Congress » (voir la liste des auteurs).